# Michael Hatz
Michael Hatz est un footballeur autrichien né le 17 novembre 1970 à Vienne.

## Carrière
- 1990-1996 : Rapid Vienne  Autriche
- 1996-1997 : Reggiana AC  Italie
- 1997-1997 : US Lecce  Italie
- 1997-2001 : Rapid Vienne  Autriche
- 2001-2005 : Admira  Autriche

## Palmarès
- 9 sélections et 0 but avec l'équipe d'Autriche.